# Amazonas megye (Kolumbia)
Amazonas Kolumbia egyik megyéje. A rendkívül alacsony népsűrűségű megye az ország déli részén terül el. Székhelye Leticia.

## Földrajz
Az ország déli részén elterülő megye északnyugaton Putumayo, északon Caquetá, északkeleten Vaupés megyével, keleten Brazíliával, délen és nyugaton pedig Peruval határos. Területe főként síkság alacsony kiemelkedésekkel, jórészt vadonnal borítva.

## Gazdaság
Legfontosabb termesztett növényei a kukorica, a manióka, a banán, a copoazú (kakaóféle), a buritipálma, az arazá nevű gyümölcs és a szintén gyümölcse miatt értékes asai. Ez utóbbit és a buritipálmát az egész országban kizárólag ebben a megyében termesztik.

## Népesség
Ahogy egész Kolumbiában, a népesség növekedése Amazonas megyében is gyors, ezt szemlélteti az alábbi táblázat:
| Év             | Lakosság                        |
| -------------- | ------------------------------- |
| 1985           | Ekkor még nem létezett a megye. |
| 1993           | 37 764                          |
| 2005           | 67 726                          |
| 2012 (becsült) | 74 541                          |